# Greg Hetson
Greg Hetson (New York, 29 juni 1961) is een Amerikaans gitarist.

## Circle Jerks
In 1979 was hij een van de oprichters van de band Circle Jerks. Hij is altijd lid van de band geweest. Tot op heden is hij gitarist.

## Bad Religion
Na het derde album van Circle Jerks hield de band een tweejarige stop. In deze jaren besloot Greg lid te worden van Bad Religion. Ook toen Circle Jerks verderging met het opnemen van albums bleef hij lid van Bad Religion. In 2013 verliet Greg Bad Religion en werd vervangen door Mike Dimkich.

## Black President
Hetson heeft de band Black President opgericht, bestaande uit hijzelf, Charlie Paulson (van Goldfinger), Jason Christopher, Wade Youman (beide van Unwritten Law) en Christian Black (van Dee Dee Ramone). Er is nog geen officieel nieuws over eventuele tours of albums van deze band.
Keith Morris · Greg Hetson · Zander Schloss · Keith Fitzgerald
Oud-leden: Roger Rogerson · Lucky Lehrer · Chuck Biscuits · Earl Liberty · Keith Clark
Studioalbums: Group Sex (1980) · Wild in the Streets (1982) · Golden Shower of Hits (1983) · Wonderful (1985) · VI (1987) · Oddities, Abnormalities and Curiosities (1995)

Overige albums: Group Sex/Wild in the Streets (1986, compilatie) · Gig (1992, live)